# 姚文田 (出版人)
姚文田（1942年—），香港出版人。
姚文田早年為机械工程師，1982年从原藉四川省搬到香港定居，1990年代起加入出版发行事业。2006年创办香港晨鐘出版社，出版中国持不同政见者、自由派知识分子、流亡学者和因政治原因被驱逐的官员作品。
2013年10月27日，被懷疑因籌備出版流亡美國的作家余新書《中國教父習近平》而被中國安全部門誘騙到深圳市拘捕，晨鐘出版社不久後停辦。
2015年4月30日，深圳市中級法院以「走私普通貨物罪」判姚文田監禁10年及罰款25萬人民幣。，一審宣判後姚曾上訴，同年7月18日二審維持原判。在东莞监狱服刑期间曾获减刑8个月，至2023年2月26日刑满出狱，並於翌日返回香港。
姚文田有一子姚勇戰。